# فرهاد شامي
فرهاد شامي (بالكردية السورانية: فەرھاد شامی)، المعروف أيضًا باسم فرهاد شامي أو فرهاد آل شامي، هو قائد عسكري كردي ومتحدث رسمي. هو متحدث باسم قوات سوريا الديمقراطية (قسد)، وهي تحالف بقيادة كردية من القوات المشاركة في محاربة تنظيم الدولة الإسلامية (داعش) والتحديات الأمنية الإقليمية.

## الحياة المبكرة والخلفية
تفاصيل عن حياة شامي المبكرة محدودة في المصادر العامة. لقد كان نشطًا في الحركات العسكرية والسياسية الكردية لعدة سنوات، ويُعترف بقيادته ضمن القوات الكردية في روجافا.

## التدخل العسكري والسياسي
أصبح فرهاد شامي شخصية استراتيجية بارزة ومتحدثًا رسميًا لقوات سوريا الديمقراطية خلال حملاتها ضد تنظيم داعش. شارك في العديد من العمليات العسكرية الكبرى، وظل يدافع بشكل مستمر عن حماية المناطق الكردية في وجه التهديدات الخارجية، لاسيما من تركيا والجماعات المتمردة.
في تصريحاته العامة، أكد شامي على ضرورة الحفاظ على اليقظة المستمرة ضد عودة تنظيم داعش، وشدد على أهمية المحاكمات الدولية لأعضاء داعش الأسرى من أجل معالجة حالة عدم الاستقرار المستمر في المنطقة. كما انتقد التدخلات العسكرية التركية في شمال سوريا، مشيرًا إلى أن هذه العمليات تؤثر سلبًا على استقرار المنطقة.
يتحدث شامي بشكل متكرر عن الوضع الأمني في مدن رئيسية مثل الرقة ومنبج، التي لا تزال مناطق ساخنة للنشاطات المتمردة. وقد وصف هذه المناطق بأنها صامدة في مواجهة التهديدات الخارجية بفضل قوة القوات الدفاعية المحلية والتحالفات القائمة.
في خطاباته العامة، يدعو شامي في كثير من الأحيان إلى التضامن الإقليمي والتعاون الدولي لضمان أمن واستقرار شمال سوريا.